# Robert Karl Grasselli
Robert Karl Grasselli, slovensko-ameriški kemijski inženir, * 7. junij 1930, Celje, † 11. januar 2018, München, Nemčija.

## Življenjepis
Robert Karl Grasselli se je rodil v Celju, očetu Emanuelu in mami Silvi (Gradt) Grasselli. Oče je bil lastnik gostilne in trgovine v Gorici pri Slivnici, od koder ga je z družino prisilno deportirala povojna komunistična oblast. Družina se je zatekla k sorodnikom na avstrijsko stran, od koder so se kasneje odselili v Združene države Amerike.
Po izobraževanju na Tehniški univerzi v avstrijskem Gradcu med letoma 1948 in 1949 je študij nadaljeval na Harvardu, kjer je diplomiral leta 1952. Nadalje je na Univerzi Case Western Reserve v Clevelandu doktoriral. Kot raziskovalni znanstvenik se je najprej zaposlil v ameriškem podjetju Standard Oil of Ohio (Sohio), nato kot direktor za kemijske raziskave na Uradu za pomorske raziskave v Washingtonu, kasneje pa še v podjetju Mobil Corporation.
Med letoma 1996 in 2006 je deloval kot gostujoči profesor za fizikalno kemijo na Univerzi v Münchnu, hkrati tudi kot redni profesor za kemijsko inženirstvo na Centru za katalitično znanost in tehnologijo v Delawareu, leta 2006 pa je postal pridruženi profesor na Tehniški univerzi v Münchnu, kjer je deloval do smrti.
Leta 1988 je bil sprejet v ameriški Nacionalni hram slavnih v inženirstvu, znanosti in tehniki, leta 1995 pa izvoljen v Nacionalno inženirsko akademijo. Leta 1984 je prejel nagrado E. V. Murphree za industrijsko kemijo in kemijsko tehnologijo, leta 1995 ugledno nagrado Alexandra von Humboldta, leta 1999 pa tudi medaljo ameriškega kemičnega društva E. N. Morley. Leta 2001 je bil prejemnik nagrade Svetovne organizacije za oksidacijsko katalizo v Berlinu.
Grasselli je bil izumitelj, podpisan pod več kot 150 patentov; bil je ključen za razvoj popolnoma novega načina proizvodnje polimernega prekurzorja, akrilonitrila – novost je bila uporaba t. i. mikro kristalnega bizmut molibdata. Uspešen postopek je v svetu prinesel povečanje ravni proizvodnje akrilonitrila za 50-krat.

### Zasebno
Z ženo Evo-Mario Hauck sta živela v Münchnu ter Chadds Fordu v ameriški zvezni državi Pensilvaniji.
V prostem času se je ukvarjal z vrtnarjenjem, smučanjem in potovanjem, bil je velik ljubitelj branja in glasbe, posebno orkestra Dunajske filharmonije.